# Puškinova medaile
Puškinova medaile je ocenění, kterým prezident Ruské federace oceňuje přínos dekorované osobnosti v oblasti kulturní, v literatuře, humanitních vědách či dalších uměleckých oborech. Udělována je jak občanům Ruské federace, tak také cizincům. Vznik ocenění inicioval v roce 1999 u příležitosti dvoustého výročí Puškinova narození ruský prezident Boris Jelcin. Samotná medaile má průměr tři centimetry, je ze stříbra a na lícové straně má z profilu zpodobněného básníka Alexandra Sergejeviče Puškina, zatímco na rubové straně medaile je básníkův podpis a pořadové číslo uděleného ocenění.

## Nositelé
Puškinovu medaili k 21. únoru 2022 obdrželo celkem 1016 osobností. Mezi nimi například George Soros či chorvatský prezident Stjepan Mesić. Hans Boland ocenění odmítl. Ján Štrasser a Ian Blatchford ocenění vrátili.
Z Čechů byl prvním oceněným Václav Klaus, jenž ho získal v roce 2007. V březnu 2018 ho následoval předseda Česko-ruské společnosti Jiří Klapka. Dne 4. listopadu 2018 se dalším dekorovaným stal Jaromír Nohavica.